# Diocesi di Babahoyo
La diocesi di Babahoyo (in latino Dioecesis Babahoiensis) è una sede della Chiesa cattolica in Ecuador suffraganea dell'arcidiocesi di Guayaquil. Nel 2022 contava 730.000 battezzati su 936.142 abitanti. È retta dal vescovo Skiper Bladimir Yánez Calvachi.

## Territorio
La diocesi comprende la provincia di Los Ríos, in Ecuador.
Sede vescovile è la città di Babahoyo, dove si trova la cattedrale di Nostra Signora della Mercede.
Il territorio è suddiviso in 30 parrocchie.

## Storia
Il vicariato apostolico di Los Ríos fu eretto il 15 luglio 1948 con la bolla Christianae plebis di papa Pio XII, ricavandone il territorio dalla diocesi di Guayaquil (oggi arcidiocesi).
Il 10 settembre 1951 il vicariato apostolico fu elevato a prelatura territoriale con la bolla Digni sunt qui dello stesso papa Pio XII.
Originariamente suffraganea dell'arcidiocesi di Quito, il 22 gennaio 1956 è entrata a far parte della provincia ecclesiastica dell'arcidiocesi di Guayaquil.
Il 22 agosto 1994 in virtù della bolla Constat praelaturam di papa Giovanni Paolo II la prelatura territoriale è stata elevata al rango di diocesi e ha assunto il nome attuale.

## Cronotassi dei vescovi
Si omettono i periodi di sede vacante non superiori ai 2 anni o non storicamente accertati.
- Adolfo María Astudillo Morales † (13 agosto 1948 - 4 aprile 1957 deceduto)
  - Sede vacante (1957-1963)
- Victor Garaygordóbil Berrizbeitia † (29 novembre 1963 - 12 maggio 1982 dimesso)
  - Sede vacante (1982-1984)
- Jesús Ramón Martínez de Ezquerecocha Suso † (28 giugno 1984 - 27 marzo 2008 dimesso)
- Fausto Gabriel Trávez Trávez, O.F.M. (27 marzo 2008 - 11 settembre 2010 nominato arcivescovo di Quito)
- Marcos Aurelio Pérez Caicedo (10 febbraio 2012 - 20 giugno 2016 nominato arcivescovo di Cuenca)
- Skiper Bladimir Yánez Calvachi, dal 27 marzo 2018

## Statistiche
La diocesi nel 2022 su una popolazione di 936.142 persone contava 730.000 battezzati, corrispondenti al 78,0% del totale.
| anno | popolazione | popolazione | popolazione | presbiteri | presbiteri | presbiteri | presbiteri                | diaconi | religiosi | religiosi | parrocchie |
| anno | battezzati  | totale      | %           | numero     | secolari   | regolari   | battezzati per presbitero | diaconi | uomini    | donne     | parrocchie |
| ---- | ----------- | ----------- | ----------- | ---------- | ---------- | ---------- | ------------------------- | ------- | --------- | --------- | ---------- |
| 1949 | 200.000     | 200.000     | 100,0       | 10         | 8          | 2          | 20.000                    |         | 2         | 17        | 20         |
| 1966 | 238.500     | 245.400     | 97,2        | 21         | 19         | 2          | 11.357                    |         | 7         | 39        | 12         |
| 1968 | ?           | 328.004     | ?           | 2          |            | 2          | ?                         |         | 10        | 20        | 12         |
| 1976 | 350.000     | 382.750     | 91,4        | 21         | 19         | 2          | 16.666                    |         | 7         | 10        | 16         |
| 1980 | 357.000     | 448.000     | 79,7        | 21         | 18         | 3          | 17.000                    |         | 8         | 9         | 16         |
| 1990 | 492.000     | 529.000     | 93,0        | 20         | 16         | 4          | 24.600                    |         | 7         | 12        | 17         |
| 1999 | 648.000     | 690.000     | 93,9        | 26         | 21         | 5          | 24.923                    |         | 6         | 20        | 20         |
| 2000 | 648.000     | 690.000     | 93,9        | 29         | 21         | 8          | 22.344                    |         | 9         | 32        | 20         |
| 2001 | 698.400     | 720.000     | 97,0        | 29         | 21         | 8          | 24.082                    |         | 9         | 32        | 21         |
| 2002 | 705.000     | 726.000     | 97,1        | 34         | 24         | 10         | 20.735                    |         | 13        | 32        | 21         |
| 2003 | 698.400     | 720.000     | 97,0        | 35         | 25         | 10         | 19.954                    |         | 13        | 27        | 21         |
| 2004 | 635.100     | 730.000     | 87,0        | 36         | 26         | 10         | 17.641                    |         | 22        | 27        | 21         |
| 2006 | 555.000     | 751.000     | 73,9        | 33         | 25         | 8          | 16.818                    |         | 11        | 36        | 21         |
| 2012 | 601.000     | 812.000     | 74,0        | 28         | 23         | 5          | 21.464                    |         | 9         | 51        | 25         |
| 2015 | 636.240     | 849.000     | 74,9        | 43         | 31         | 12         | 14.796                    |         | 15        | 41        | 30         |
| 2018 | 640.800     | 801.000     | 80,0        | 38         | 27         | 11         | 16.863                    |         | 14        | 29        | 32         |
| 2020 | 718.976     | 921.763     | 78,0        | 40         | 29         | 11         | 17.974                    |         | 15        | 44        | 30         |
| 2022 | 730.000     | 936.142     | 78,0        | 43         | 32         | 11         | 16.976                    |         | 13        | 51        | 30         |